# Julius Goesen
Ignatz Johann Julius Goesen (* 23. Juni 1816 in Münster; † 7. Februar 1872 in Naumburg (Saale)) war ein deutscher Richter und Parlamentarier.

## Leben
Julius Goesen studierte an der Rheinischen Friedrich-Wilhelms-Universität Rechtswissenschaft. 1836 wurde er Mitglied des Corps Saxonia Bonn. Nach dem Studium schlug er die Richterlaufbahn ein. Von 1846 bis 1849 war er Oberlandesgerichtsassessor am Oberlandesgericht Münster. Von 1849 bis 1861 wirkte er als Kreisrichter in Tecklenburg. Anschließend wurde er Appellationsgerichtsrat am Appellationsgericht Naumburg. Goesen saß 1861 als Abgeordneter des Wahlkreises Münster 2 im Preußischen Abgeordnetenhaus. Er gehörte der Fraktion des Zentrums an.
Der Mitgründer der Zentrumspartei Alfred Hüffer und der Rechtshistoriker Hermann Hüffer waren seine Vettern.